# Monségur (Pyrénées-Atlantiques)
Pour les articles homonymes, voir Monségur.
Monségur (en béarnais Montsegur ou Mounsegu) est une commune française, située dans le département des Pyrénées-Atlantiques en région Nouvelle-Aquitaine.

## Géographie

### Localisation
La commune de Monségur se trouve dans le département des Pyrénées-Atlantiques, en région Nouvelle-Aquitaine.
Elle se situe à 40 km par la route de Pau, préfecture du département, et à 28 km de Morlaàs, bureau centralisateur du canton du Pays de Morlaàs et du Montanérès dont dépend la commune depuis 2015 pour les élections départementales. 
La commune fait en outre partie du bassin de vie de Maubourguet.
Les communes les plus proches sont : 
Labatut-Figuières (1,0 km), Lahitte-Toupière (2,7 km), Larreule (3,0 km), Vidouze (3,1 km), Castéra-Loubix (3,6 km), Caixon (4,1 km), Luc-Armau (4,3 km), Nouilhan (4,4 km).
Sur le plan historique et culturel, Monségur fait partie de la province du Béarn, qui fut également un État et qui présente une unité historique et culturelle à laquelle s’oppose une diversité frappante de paysages au relief tourmenté.

### Communes limitrophes
Les communes limitrophes sont Lahitte-Toupière, Larreule, Vidouze et Labatut-Figuières.
|                           | Lahitte-Toupière (Hautes-Pyrénées) |                            |
| Vidouze (Hautes-Pyrénées) | Monségur                           | Larreule (Hautes-Pyrénées) |
|                           | Labatut-Figuières                  |                            |

### Hydrographie

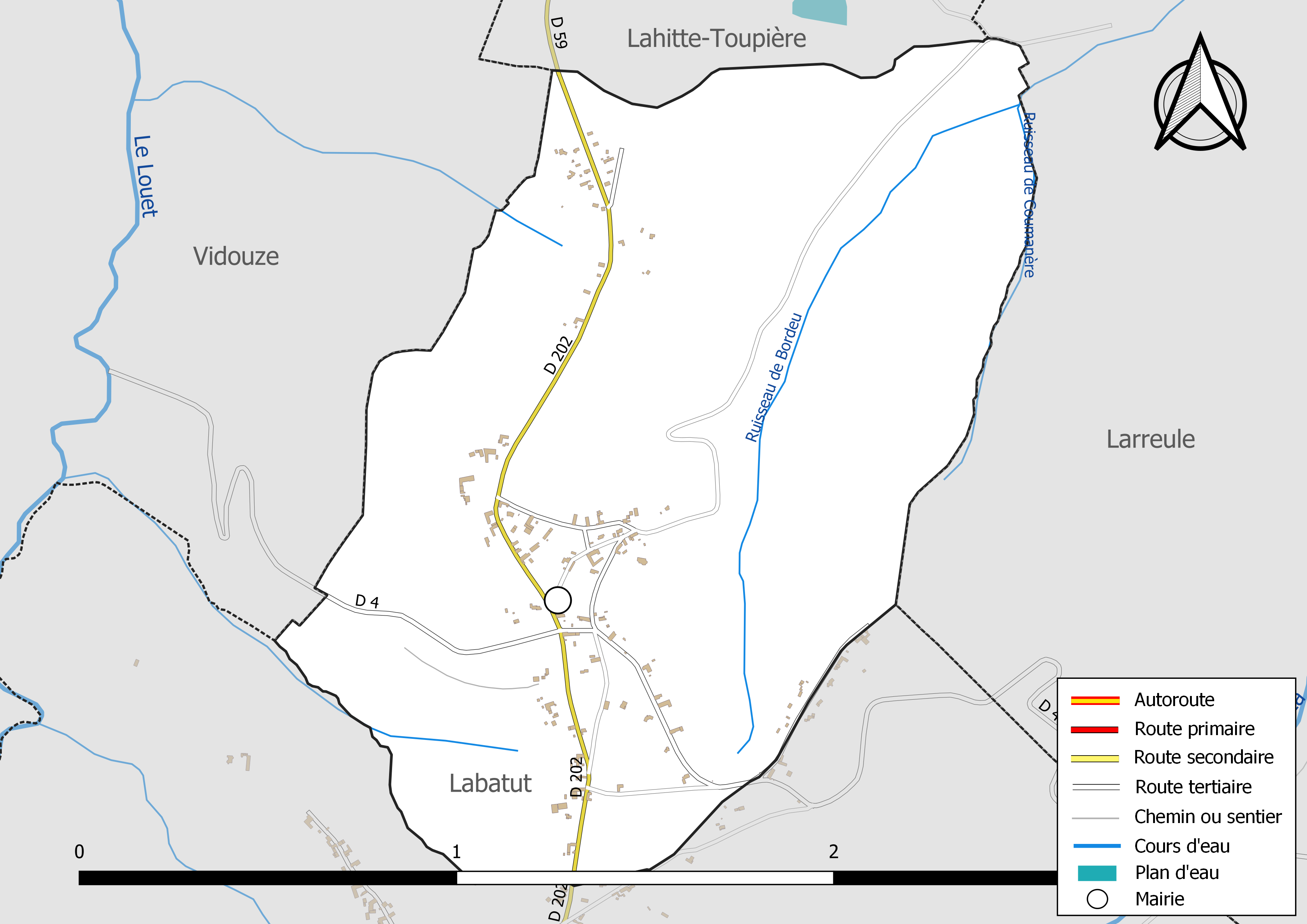
Réseaux hydrographique et routier de Monségur.

La commune est drainée par le ruisseau de Bordeu, le ruisseau de Coumanère et par divers petits cours d'eau, constituant un réseau hydrographique de 3 km de longueur totale,.

### Climat
Pour des articles plus généraux, voir Climat de la Nouvelle-Aquitaine et Climat des Pyrénées-Atlantiques.
Historiquement, la commune est dans une zone de transition entre les climats océaniques aquitain et montagnard.  
En 2020, Météo-France publie une typologie des climats de la France métropolitaine dans laquelle la commune est exposée à un climat de montagne et est dans une zone de transition entre les régions climatiques « Aquitaine, Gascogne » et « Pyrénées atlantiques »0.
Pour la période 1971-2000, la température annuelle moyenne est de 12,1 °C, avec une amplitude thermique annuelle de 14,5 °C. Le cumul annuel moyen de précipitations est de 1 043 mm, avec 11,3 jours de précipitations en janvier et 8 jours en juillet. Pour la période 1991-2020, la température moyenne annuelle observée sur la station météorologique la plus proche, située sur la commune de Maubourguet à 5,77 km à vol d'oiseau, est de 0,0 °C et le cumul annuel moyen de précipitations est de 0,0 mm,. Pour l'avenir, les paramètres climatiques de la commune estimés pour 2050 selon différents scénarios d’émission de gaz à effet de serre sont consultables sur un site dédié publié par Météo-France en novembre 2022.

### Milieux naturels et biodiversité
Aucun espace naturel présentant un intérêt patrimonial n'est recensé sur la commune dans l'inventaire national du patrimoine naturel,,.

## Urbanisme

### Typologie
Au 1er janvier 2024, Monségur est catégorisée commune rurale à habitat dispersé, selon la nouvelle grille communale de densité à sept niveaux définie par l'Insee en 2022.
Elle est située hors unité urbaine. Par ailleurs la commune fait partie de l'aire d'attraction de Tarbes, dont elle est une commune de la couronne,. Cette aire, qui regroupe 153 communes, est catégorisée dans les aires de 50 000 à moins de 200 000 habitants,.

### Occupation des sols

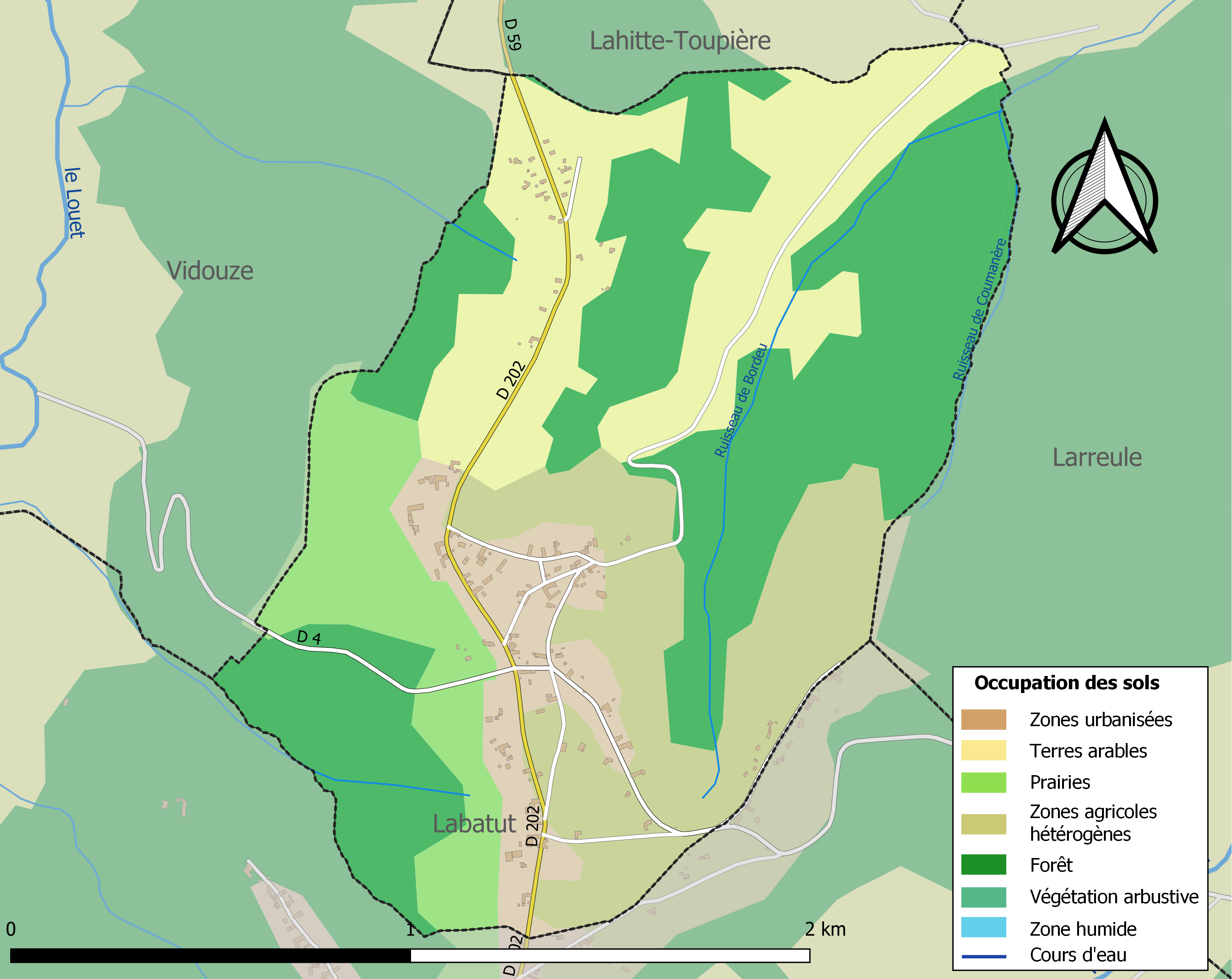
Carte des infrastructures et de l'occupation des sols de la commune en 2018 (CLC).

L'occupation des sols de la commune, telle qu'elle ressort de la base de données européenne d’occupation biophysique des sols Corine Land Cover (CLC), est marquée par l'importance des territoires agricoles (52,5 % en 2018), une proportion sensiblement équivalente à celle de 1990 (52 %). La répartition détaillée en 2018 est la suivante : 
forêts (38,7 %), terres arables (23 %), zones agricoles hétérogènes (19,3 %), prairies (10,3 %), zones urbanisées (8,8 %). L'évolution de l’occupation des sols de la commune et de ses infrastructures peut être observée sur les différentes représentations cartographiques du territoire : la carte de Cassini (XVIIIe siècle), la carte d'état-major (1820-1866) et les cartes ou photos aériennes de l'IGN pour la période actuelle (1950 à aujourd'hui).

### Lieux-dits et hameaux
- Giret.

### Voies de communication et transports
La commune est desservie par la route départementale 202.

### Risques majeurs
Le territoire de la commune de Monségur est vulnérable à différents aléas naturels : météorologiques (tempête, orage, neige, grand froid, canicule ou sécheresse) et séisme (sismicité modérée). Un site publié par le BRGM permet d'évaluer simplement et rapidement les risques d'un bien localisé soit par son adresse soit par le numéro de sa parcelle.

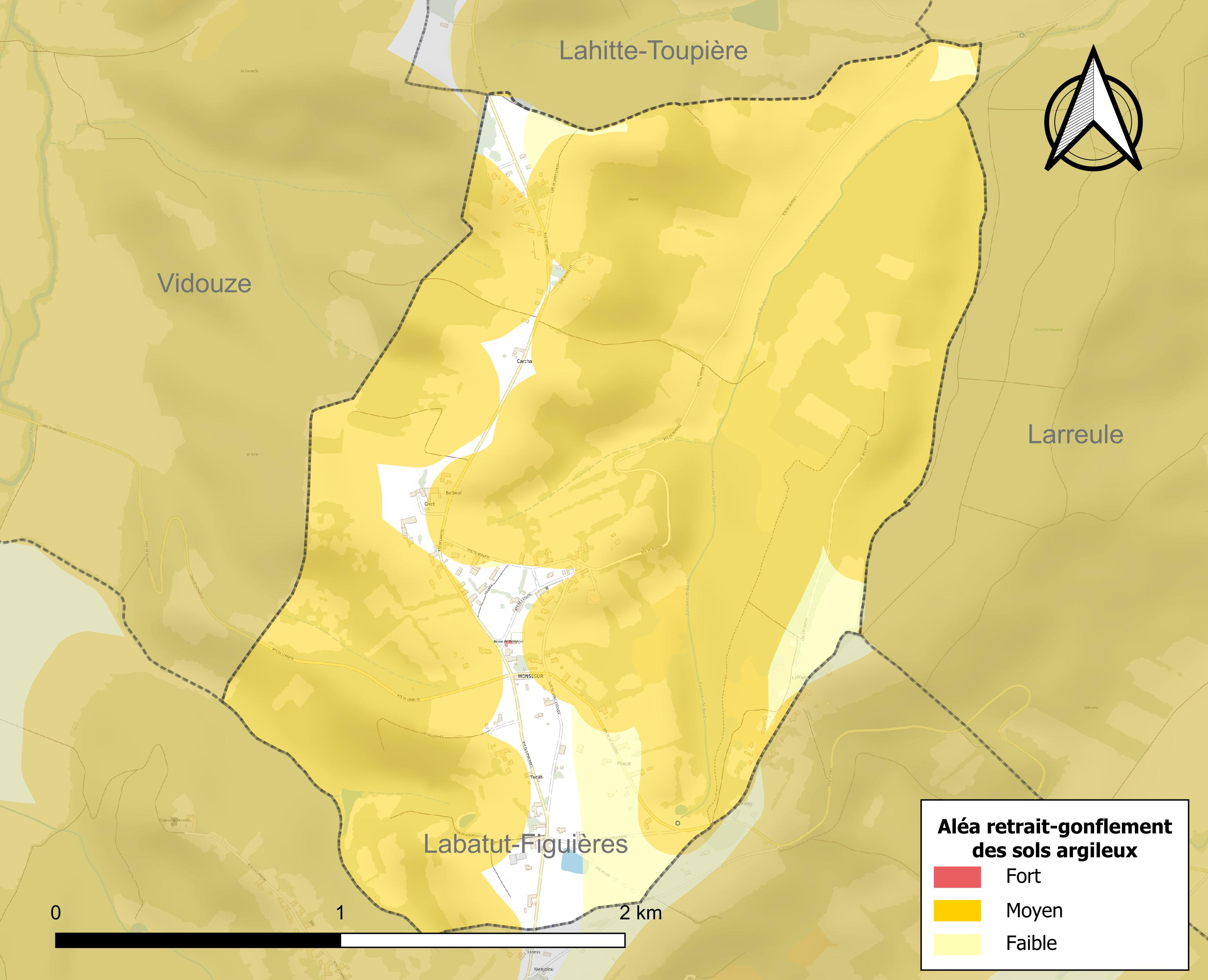
Carte des zones d'aléa retrait-gonflement des sols argileux de Monségur.

Le retrait-gonflement des sols argileux est susceptible d'engendrer des dommages importants aux bâtiments en cas d’alternance de périodes de sécheresse et de pluie. 87,1 % de la superficie communale est en aléa moyen ou fort (59 % au niveau départemental et 48,5 % au niveau national). Depuis le 1er octobre 2020, en application de la loi ELAN, différentes contraintes s'imposent aux vendeurs, maîtres d'ouvrages ou constructeurs de biens situés dans une zone classée en aléa moyen ou fort,.
La commune a été reconnue en état de catastrophe naturelle au titre des dommages causés par les inondations et coulées de boue survenues en 1982 et 2009.

## Toponymie
Le toponyme Monségur apparaît sous la forme Mont-Segur en 1343 (hommages de Béarn).
Son nom béarnais est Montsegur ou Mounsegu.

## Histoire
Paul Raymond note qu'en 1385, Monségur comptait trente feux et dépendait du bailliage de Montaner.

## Politique et administration
| Période                                  | Période  | Identité           | Étiquette | Qualité |
| ---------------------------------------- | -------- | ------------------ | --------- | ------- |
| Les données manquantes sont à compléter. |          |                    |           |         |
| 1995                                     | 2008     | Albert Farandou    |           |         |
| 2008                                     | 2014     | Albert Farandou    |           |         |
| 2014                                     | 2020     | Jean-Louis Souquet |           |         |
| 2020                                     | En cours | Christian Romeyer  |           |         |

### Intercommunalité
Monségur fait partie de quatre structures intercommunales :
- le SIVOM du canton de Montaner ;
- le syndicat d’énergie des Pyrénées-Atlantiques ;
- le syndicat intercommunal à vocation scolaire du Palay ;
- le syndicat intercommunal d’alimentation en eau potable (SIAEP) du Vic-Bilh Montanérès.

## Population et société

### Démographie
L'évolution du nombre d'habitants est connue à travers les recensements de la population effectués dans la commune depuis 1793. Pour les communes de moins de 10 000 habitants, une enquête de recensement portant sur toute la population est réalisée tous les cinq ans, les populations de référence des années intermédiaires étant quant à elles estimées par interpolation ou extrapolation. Pour la commune, le premier recensement exhaustif entrant dans le cadre du nouveau dispositif a été réalisé en 2006.

En 2022, la commune comptait 134 habitants, en évolution de +1,52 % par rapport à 2016 (Pyrénées-Atlantiques : +3,78 %, France hors Mayotte : +2,11 %).
| 1793 | 1800 | 1806 | 1821 | 1831 | 1836 | 1841 | 1846 | 1851 |
| ---- | ---- | ---- | ---- | ---- | ---- | ---- | ---- | ---- |
| 344  | 334  | 415  | 356  | 348  | 354  | 389  | 362  | 356  |

| 1856 | 1861 | 1866 | 1872 | 1876 | 1881 | 1886 | 1891 | 1896 |
| ---- | ---- | ---- | ---- | ---- | ---- | ---- | ---- | ---- |
| 341  | 308  | 301  | 273  | 264  | 247  | 249  | 219  | 196  |

| 1901 | 1906 | 1911 | 1921 | 1926 | 1931 | 1936 | 1946 | 1954 |
| ---- | ---- | ---- | ---- | ---- | ---- | ---- | ---- | ---- |
| 181  | 182  | 161  | 133  | 133  | 126  | 119  | 90   | 113  |

| 1962 | 1968 | 1975 | 1982 | 1990 | 1999 | 2006 | 2011 | 2016 |
| ---- | ---- | ---- | ---- | ---- | ---- | ---- | ---- | ---- |
| 100  | 95   | 95   | 98   | 106  | 105  | 126  | 137  | 132  |

| 2021 | 2022 | - | - | - | - | - | - | - |
| ---- | ---- | - | - | - | - | - | - | - |
| 131  | 134  | - | - | - | - | - | - | - |

## Culture locale et patrimoine

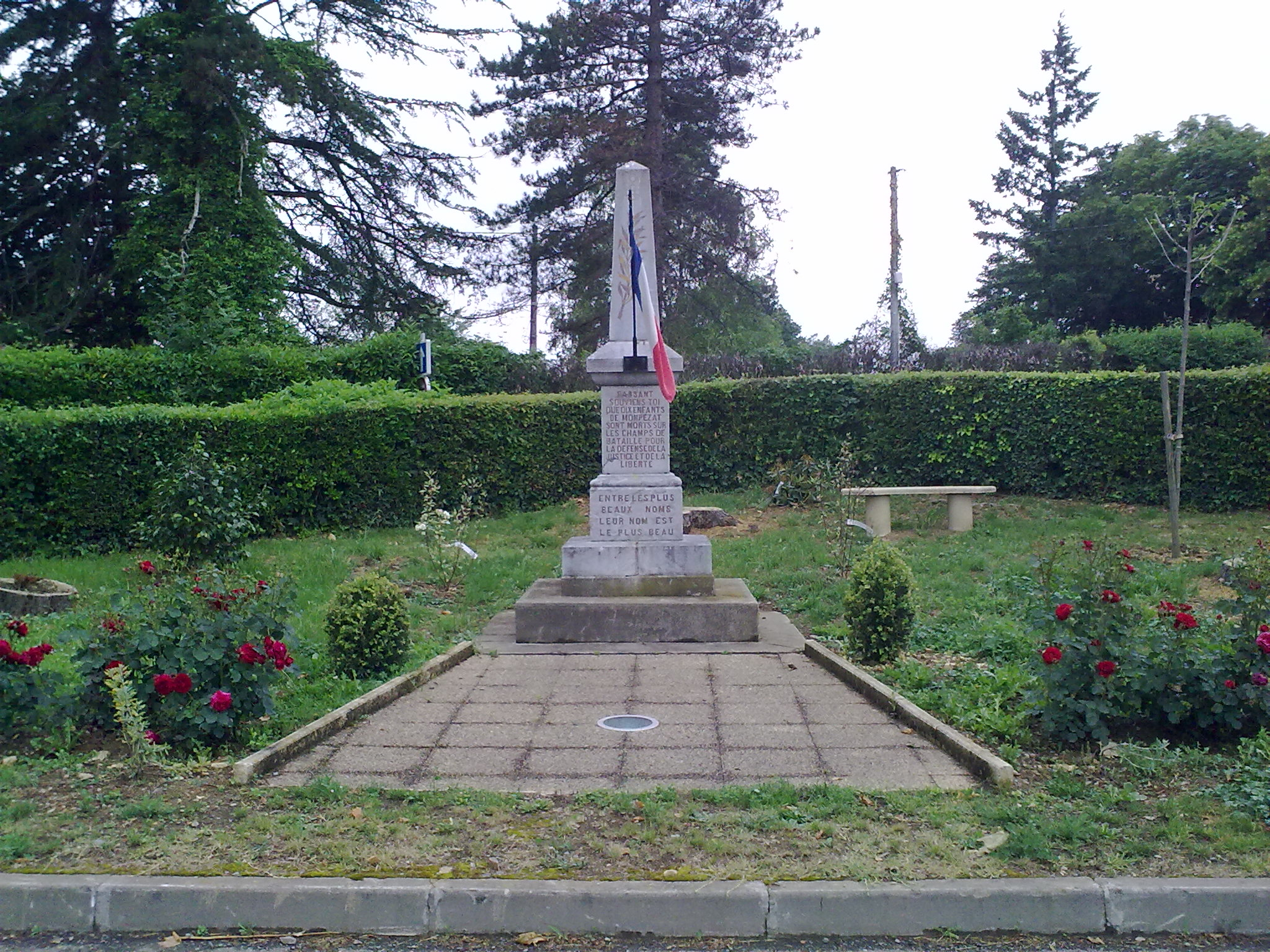
Le monument aux morts.

### Patrimoine civil
Une croix de chemin, datée de 1894, est inscrite à l'inventaire général du patrimoine culturel.
Monségur présente un ensemble de demeures et de fermes des XVIIIe et XIXe siècles.

### Patrimoine religieux
L'église Saint-Jean-Baptiste date partiellement du XIe siècle. Elle recèle du mobilier, un tableau et des objets inscrits à l'inventaire général du patrimoine culturel.